# Sound (Beyond專輯)
《Sound》是香港搖滾樂隊Beyond發行第十一张粵語专辑，《Sound》是從香港遠赴美國洛杉磯灌錄，再帶到加拿大溫哥華混音，於香港文化中心舉行《Sound音樂會》，以光纖電纜將演唱會實況傳送到各大商場，Beyond注重吉他方面的表現，及音樂上的豐富性，在專輯中加入一首純音樂，Beyond留心電子音樂的發展，三人樂隊的音樂形態就此成型。
批叛主流傳媒的《教壞細路》這首抨擊TVB的歌曲，Beyond帶來和TVB間的嫌隙，香港的節目上，Beyond的宣傳大減，吸納著90年代北美洲的搖滾氣候而來下，有較多Jam出來的歌曲，是Beyond在三人時期最具原始搖滾音量的專輯，同時包含氣氛低迴黯然的《嘆息》和失落無力感自述《Cryin'》。
描寫香港政府大球場重建後遭噪音管制所抑壓的《聲音》所傾瀉出有如油漬搖滾般的張力，《困獸鬥》與《逼不得已》的澎拜辛辣硬搖滾勁量，Beyond在錄音室裡搖滾得最徹底，最放的一次。
道出生命之不完滿的《缺口》，禁不住背後的無奈感嘆，《門外看》和勾畫草根小人物心態的《阿博》皆是碟內最爽朗灑脫的聲音。

## 曲目
| 次序 | 歌名                         | 填詞   | 作曲   | 主唱   |
| ---- | ---------------------------- | ------ | ------ | ------ |
| 1.   | 鐵馬騮 (Iron Monkey)         | -      | 葉世榮 | -      |
| 2.   | 教壞細路 (Corrupt The Young) | Beyond | 黃家強 | 黃家強 |
| 3.   | 缺口 (Crack)                 | 黃貫中 | 黃貫中 | 黃貫中 |
| 4.   | 阿博 (Bob)                   | 黃貫中 | 黃貫中 | 黃貫中 |
| 5.   | Cryin'                       | 黃家強 | 黃家強 | 黃家強 |
| 6.   | 聲音 (Sound)                 | 黃貫中 | 黃貫中 | 黃貫中 |
| 7.   | 困獸鬥 (Animal Fight)        | 黃貫中 | Beyond | 黃貫中 |
| 8.   | 逼不得已 (Forced)            | 黃貫中 | Beyond | 黃家強 |
| 9.   | 門外看 (Doormen)             | 黃貫中 | 黃貫中 | 黃貫中 |
| 10.  | 嘆息 (Emotion)               | 黃家強 | 黃貫中 | 黃貫中 |
| 11.  | 幻覺 (Illusion)              | 黃家強 | Beyond | 黃家強 |

## 獎項
- 1995年度新城勁爆頒獎禮得獎名單

- 「香港勁爆搖滾歌曲」：《教壞細路》